# Correlativos do esperanto
Correlativos são palavras que exprimem uma relação mútua e podem ser usadas aos pares.  Por exemplo, as palavras usadas para formular questões e que exigem respostas específicas diferentes de um sim ou não. "O quê?" exige uma resposta por "algo", "aquilo", "tudo" ou "nada". Os pares "onde/ ali", "quando/ sempre", "como/ assim" etc, são outros exemplos de correlativos. 
O esperanto tem uma maneira muito interessante e prática de construir seus correlativos: ao todo existem 45 correlativos, derivados de quatro prefixos e nove sufixos, com um "I" intercalar. Note-se que a série dos indefinidos, que são a base do sistema, não tem prefixo, começando diretamente por I- ("I"ndefinidos). Quatro destas séries são pronominais e/ou adjectivais e cinco são adverbiais. 
Assim, basta aprender o significado desses 13 afixos para ter acesso a todos os correlativos da língua. E vale a pena aprendê-las, visto que estas palavras simples constituem aproximadamente 10% de qualquer texto em esperanto.

## Prefixos
- I: indefinido (sem prefixo).
- KI: interrogativo, exclamativo, ou relativo (conjuntivo).
- TI: demonstrativo.
- NENI: negativo.
- ĈI: coletivo, distributivo.

## Sufixos
- U: indivíduo.
- O: coisa.
- A: espécie.
- ES: posse.
- E: lugar.
- AM: tempo.
- AL: motivo.
- EL: modo.
- OM: quantidade.

Os correlativos terminados em -A ou -U podem levar a marca do plural J.  Os sufixos terminados em vogais podem levar a terminação do caso acusativo N.  No caso dos terminados em -E, trata-se do acusativo para mostrar o movimento (como em alemão e russo).

## Correlativos
Unindo prefixos e sufixos com o -i- intercalar, temos os seguintes correlativos:
|                            | KI Indagação                  | TI Indicação                      | I Indefinição                      | NENI Ausência de algo           | ĈI Totalidade de algo           |
| U Indivíduo/Coisa definida | kiu Que/Quem/Qual             | tiu Esse(a)/Aquele(a)             | iu Alguém/Algum(a)                 | neniu Ninguém                   | ĉiu Todo/Cada                   |
| O Coisa Indefinida         | kio O que                     | tio Isso/Aquilo                   | io Algo                            | nenio Nada                      | ĉio Tudo                        |
| A Tipo/Espécie             | kia De que tipo/espécie, como | tia Desse tipo/espécie, assim/tal | ia De algum tipo/espécie           | nenia De nenhum tipo/espécie    | ĉia De todo tipo/espécie        |
| E Lugar                    | kie Onde                      | tie Aí/Ali/Lá                     | ie Algum lugar                     | nenie Nenhum lugar              | ĉie Todo lugar                  |
| AL Motivo                  | kial Por quê?                 | tial Por isso                     | ial Por algum motivo               | nenial Por nenhum motivo        | ĉial Por todos os motivos       |
| AM Tempo                   | kiam Quando                   | tiam Nesse/Naquele tempo, então   | iam Em algum tempo/momento         | neniam Em nenhum tempo, Nunca   | ĉiam Em todos os tempos, Sempre |
| EL Modo/Maneira/Forma      | kiel Como/De que modo         | tiel Assim, Desse/Daquele modo    | iel De algum modo                  | neniel De nenhum modo           | ĉiel De todos os modos          |
| ES Posse                   | kies De quem/Cujo             | ties De tal pessoa/Dele(a)        | ies De alguém                      | nenies De ninguém               | ĉies De todos                   |
| OM Quantidade              | kiom Quanto                   | tiom Tanto                        | iom Um pouco, uma certa quantidade | neniom Nada, nenhuma quantidade | ĉiom Tudo, toda quantidade      |

### Uso dos correlativos
- io kio: algo que
- tio kio: aquilo que, o que, o qual
- tiam kiam: naquele momento quando
- ĉiam kiam: sempre que, sempre quando
- tia kia: tal qual
- tiel kiel: do mesmo modo que, assim como, tanto quanto, tão... quanto... (modo ou intensidade)
- tiom kiom: tanto quanto (quantidade)

### Partículas
Algumas ideias complementares são formadas com partículas especiais, ajn indica generalidades, ĉi reforça a ideia de proximidade e for para indicar distância, isso ocorre pelo fato dos correlativos não deixarem claras tais ideias. As partículas podem ser usadas tanto antes quanto depois dos correlativos.

#### Ĉi
A particula "ĉi" exprime a ideia de proximidade, sendo essa particula usada em conjunto com os correlativos que iniciam-se em "ti" ou "ĉi".
- ĉi tie: aqui, cá
- ĉi tio: isto
- ĉi tiu: este aqui
- ĉi ĉio: tudo isto aqui
- ĉi ĉiuj: todos estes

#### Ajn
A partícula "ajn" é usada para representar o "quer que seja", aumentando assim a indefinição de algo. Normalmente usado junto com os correlativos que começam com "i", "ki" ou "ĉi".
- iu ajn / kiu ajn: qualquer, qualquer um.
- io ajn / kio ajn: o que quer que seja, qualquer coisa.
- ie ajn / kie ajn: onde quer que seja.
- ies ajn / kies ajn: de quem quer que seja.

#### For
- tiu for: aquele lá, aquele ali.

### Extensões dos correlativos
O sistema de correlativos é às vezes usado como uma forma de extensão para a raiz ali- (outro), isso acontece quando o resultado da palavra é clara.
- aliel: em outro caminho.
- alies: de alguém.

Se a tabela fosse completada com todos os itens começando com ali-, então alie, seria ambígua (ou simplesmente mudaria de significado) pelo fato de seu sentido original que significa "do contrário". Para expressar a ideia de "outro lugar", usa-se aliloke (de loko, "lugar").
Como significado prático, somente aliel e alies são vistas com alguma frequência, porém todas essas formas são criticadas por muitos falantes do idioma.

### As "ki" para perguntas e como relativos
As palavras que se iniciam com "ki" são usadas tanto para perguntas como também para criar subfrases (orações subordinadas) referenciando elementos da frase principal.
- Kiu é a forma mais comum de iniciar uma subfrase e corresponde em português a "o qual".
  - La viro, kiu staras tie.: O homem, o qual está ali. (No Brasil, "o qual" é frequentemente substituído por "que")

- Quando for necessário fazer referência a "tio", a subfrase começa com "kio". No exemplo abaixo é fácil identificar a subfrase porque ela está intercalada entre vírgulas. É comum em esperanto usar vírgulas para separar subfrases. Todos os correlativos que terminam em "-o" podem receber a terminação do acusativo.
  - Tio, kion ŝi faris, estas malbona.: Isso, que ela fez foi ruim.

- Frases com "kio" esperam respostas terminadas em "-o", que são no Esperanto a terminação para substantivos. 
  - Kio li estas? Li estas ŝoforo.: O quê ele é? Ele é chofer.

- Sentenças com "kia" esperam respostas terminadas em "-a", que são em Esperanto a terminação para adjetivos.
  - Kia estas la hundo? La hundo estas granda kaj bela.: Como é o cachorro? O cachorro é grande e bonito.
  - La aŭto estas granda kiel kamiono.: O carro é grande como um caminhão.

### Direção
Os correlativos terminados em e (lugar) podem receber o acusativo de direção.
- Kien?: Para onde?
- Tien.: Para lá.

### Derivações a partir dos correlativos
É possível adicionar outras terminações aos correlativos para criar novas palavras. Um caso útil é kialo, que simplesmente significa "razão, motivo".
A palavra "sempre" com a terminação de adjetivo passa a significar "eterno/a": ĉiam → ĉiama.
Se for necessário qualificar um substantivo com a ideia de que ele está em todo lugar, é possível transformar ĉie em adjetivo, gerando ĉiea. E se for desejado qualificar um substantivo indicando que nos referimos a um certo tempo, podemos usar tiam como adjetivo, gerando tiama (La tiama prezidento = O então presidente, o presidente daquela época).
Para dizer "um pouquinho", podemos partir de iom e adicionar o diminutivo et. Como o resultado é um advérbio, usa-se a terminação adverbial e (sem esse "e", a palavra ficaria incompleta): iom → iomete
Para perguntar um número ordinal, ou seja, a posição de algo numa lista, usa-se kioma. A aplicação mais comum é na pergunta Kioma horo estas? (Que horas são?). Em esperanto as horas do dia são vistas como uma lista: a primeira hora, a segunda hora, etc. Dessa forma se diferencia uma duração (du horoj) de um momento do dia (la dua horo). Como outro exemplo de kioma pode-se dizer Kioma etaĝo? (Qual andar?).

## Origem dos correlativos
É pouco conhecido o facto, que a ideia destes correlativos não é uma invenção genial do Zamenhof, ou para os seus detratores uma criação artificial. Surgiu directamente da observação da lista destas palavras em línguas naturais, como em russo, a língua viva que preferia entre as que conhecia. Com efeito nesta língua complicada, cheia de declinações e excepções, estas palavras são de formação extraordinariamente regular. O génio o manifestou assim, na sua escolha do melhor em cada um dos três grupos de línguas indo-europeias (neo-latinas, germânicas e eslavas).  
Em russo a tabela é criada a partir dos interrogativos, enquanto que em esperanto ela é baseada nos indefinidos, que não têm prefixo.  Nesta língua, em cada série de nove correlativos, quatro dos interrogativos começam por K, sete dos demonstrativos começam por T, oito dos negativos começam por NI e sete dos coletivos começam por VS (que em alfabeto cirílico se escreve BC). Os indeterminados obtêm-se juntando -TO aos interrogativos, base do sistema. Eis uma série: KTO? TOT, NIKTO, VSJAKIJ, KTO-TO.
Zamenhof escolheu para os interrogativos o K- russo que corresponde ao Q ou C nas línguas neo-latinas (como em português: qual, quanto, como, quando, ...) e ao WH do inglês (where, what, when, ...). Para os demonstrativos o T- russo, que corresponde ao TH nos correlativos ingleses (there, that, then, ...). Para os negativos escolheu o NI- russo, que corresponde ao NE- do esperanto (com um -N- intercalar para facilitar a pronúncia) e que também aparece nas línguas neo-latinas (nenhum, ninguém, nunca...). Para os coletivos (Ĉ) baseou-se na palavra italiana Ciascuno que se pronuncia [ĉiaskuno], na francesa CHaque, no eaCH inglês e no Cada português, enquanto que o C do alfabeto russo é relembrado.

## Tabela dos Correlativos em Russo e em Esperanto
|    | KI-          | TI-          | I-             | NENI-              | ĈI-                    |
| U  | kiu кто      | tiu тот      | iu кто-то      | neniu никто        | ĉiu всякий             |
| O  | kio что      | tio то       | io что-то      | nenio ничто        | ĉio все                |
| A  | kia какой    | tia такой    | ia какой-то    | nenia никакой      | ĉia всяческий          |
| E  | kie где      | tie там      | ie где-то      | nenie нигде        | ĉie везде              |
| EN | kien куда    | tien туда    | ien куда-то    | nenien никуда      | ĉien куда угодно       |
| AM | kiam когда   | tiam тогда   | iam когда-то   | neniam никогда     | ĉiam всегда            |
| OM | kiom сколько | tiom столько | iom сколько-то | neniom нисколько   | ĉiom целиком           |
| EL | kiel как     | tiel так     | iel как-то     | neniel никак       | ĉiel всячески          |
| AL | kial почему  | tial потаму  | ial почему-то  | nenial беспричинно | ĉial по всякой причине |
| ES | kies чей     | ties того    | ies чей-то     | nenies ничей       | ĉies всех              |

Note-se que nesta tabela não aparecem todas as traduções dos correlativos em russo.  
Repare-se que por vezes a letra inicial aparece depois de um prefixo, como por ex. o "K" inicial em сколько e o "T" inicial em потаму.